# Mary Jemison

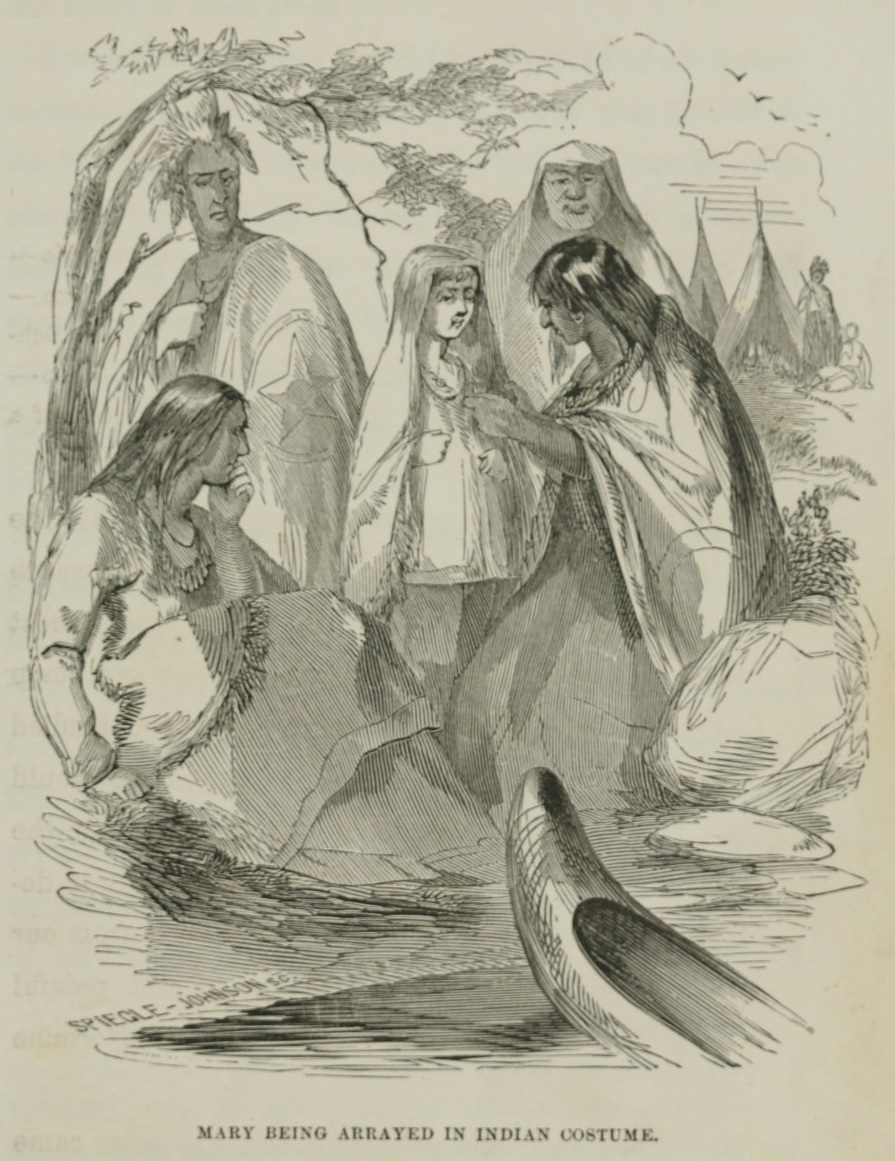
Einkleidung von Mary Jemison als Deh-he-wä-mis

Mary Jemison, mit indianischem Namen Deh-he-wä-mis (* 1742/1743; † 19. September 1833 in der Buffalo Creek Reservation in der Mitte des Erie County, New York), war eine amerikanische Siedlerin, die mit etwa zwölf Jahren von den Seneca entführt wurde, sich in die Kultur der Indianer vollständig einfand und später eine Vermittlerin zwischen den Indianern und den weißen Siedlern wurde.

## Leben

### Frühes Leben
Mary Jemison wurde während der Überfahrt von Irland in die Vereinigten Staaten an Bord des Schiffes Mary William etwa 1742/1743 als sechstes Kind der Schottisch-Irischen Eltern Thomas und Jane Jemison geboren. Die Familie siedelte sich auf einer Farm in der Nähe von Gettysburg, Pennsylvania an.

### Bei den Seneca in Ohio
Als sie zwölf Jahre alt war, wurde die Farm von den Shawnee überfallen, die im Siebenjährigen Krieg im Verband der Irokesen auf Seiten der Briten kämpften. Die zwei ältesten Söhne konnten entkommen, doch Mary wurde mit ihren Eltern und den drei weiteren Geschwistern gefangen genommen. Sie und ein Junge aus der Nachbarschaft wurden von den anderen getrennt, da sie im richtigen Alter für eine Adoption waren. Die Eltern und ihre Geschwister wurden getötet und skalpiert. Mary Jemison wurde nach Fort Duquesne, heute Fort Pitt, Teil des heutigen Pittsburgh gebracht und dort von Seneca gekauft. Diese brachten sie in einem Kanu den Ohio River hinab, in ihr Dorf. Dort wurde sie von zwei Seneca-Schwestern, die kurz zuvor ihren Bruder verloren hatten, adoptiert. Von den Schwestern bekam sie ihren neuen Namen Deh-he-wä-mis, auch Dickewamis, Dehgewanus oder Dehgewanus (engl.: Two Falling Voices, dt.: Zwei Fallende Stimmen).
Deh-he-wä-mis lernte die Sprache der Seneca innerhalb eines Jahres. Einige Zeit später siedelte ein anderer Stamm in der Nähe und Deh-he-wä-mis heiratete im Jahr 1760 einen Delaware namens Sheninjee. Von ihm empfing sie zwei Kinder. Das erste Kind, eine Tochter, starb kurz nach der Geburt etwa im Jahr 1761. Nach diesem Verlust war sie niedergedrückt, jedoch lernte sie von Sheninjee den Ackerbau, zu kochen und zu nähen. Die Kultur der Seneca war durch gegenseitigen Respekt geprägt, so dass Deh-he-wä-mis mehr Rechte hatte als die meisten anderen Frauen im weißen Amerika. Ein paar Jahre später gebar sie ihr zweites Kind, einen Sohn. Sie nannte ihn nach ihrem Vater Thomas.

### Übersiedlung nach New York
Da gegen Ende des Siebenjährigen Krieges Sheninjee und Deh-he-wä-mis Angst hatten, dass nach Kriegsende die Gefangenen zurückgegeben werden müssten, sie sich somit trennen müssten, machten sie sich entlang des Genesee Rivers auf eine 700 Meilen lange Reise in die Heimat von Sheninjee, ins Tal Sehgahunda in New York. Deh-he-wä-mis erreichte die Familie von Sheninjee zusammen mit ihrem Sohn, jedoch ohne Sheninjee. Dieser hatte sich von der Familie getrennt, um zu jagen, erkrankte und verstarb. Die Nachricht von seinem Tod erreichte sie im Sommer des nächsten Jahres durch einen Händler. Doch die Familie ihres Mannes nahm sie wie eine Tochter auf.
In Little Beards Town, nahe dem heutigen Cuylerville im Kernland der Seneca, errichtete die Familie ihres Mannes ihr ein neues Zuhause. Zwei, drei Jahre später heiratete sie ihren zweiten Mann, einen Krieger namens Hiokatoo. Über ihn sagte sie später: „Er war freundlich und zart, aber als Krieger war er ohnegleichen für seine Grausamkeit“. Mit ihm bekam sie sechs Kinder, die sie nach Schottisch-Irischer Tradition nach den Mitgliedern ihrer Familie nannte. Die Mädchen nannte sie Jane, Nancy, Betsey und Polly und die Jungen John und Jesse.
Da die Seneca auf Seiten der Briten im Unabhängigkeitskrieg kämpften, wurden sie zum Ziel der amerikanischen Armee. Im Jahr 1779 griff George Washingtons Armee Little Beards Town an. Die Seneca hofften den Angriff mit einem Hinterhalt stoppen zu können, jedoch erreichten die Soldaten das Genesee-Tal und verbrannten Häuser und Felder. Die Seneca flohen in den Wald. Deh-he-wä-mis floh mit ihren Kindern Richtung Süden und fand bei entlaufenen Sklaven Unterschlupf. Dort fand sie Hiokatoo und sie bauten ihr Leben wieder auf.
Weiße Siedler siedelten sich nach dem Amerikanischen Unabhängigkeitskrieg im Tal an und veränderten das Leben der Seneca. Mary Jemison freundete sich dort auch mit den weißen Siedlern in der Nachbarschaft an und ihre indianische Familie ermunterte sie, zu ihnen zu gehen und mit ihnen zu leben. Jedoch wollte sie dies nicht, denn sie befürchtete, dass ihre Kinder nicht akzeptiert werden würden, da sie zur Hälfte indianischer Abstammung waren. Für ihre Loyalität schenkten ihr die Seneca ein Stück Land. Die Familie wurde durch weitere Schicksalsschläge getroffen. Ihr Sohn John erschlug mit einem Tomahawk betrunken ihren ältesten Sohn Thomas und Jahre danach erschoss er den jüngsten Sohn Jesse. Ihre Tochter Jane starb im Alter von 15 Jahren Jahre vor diesem Ereignis. Nach fünfzig Jahren Ehe starb Hiokatoo. Drei Töchter überlebten die Mutter. Diese Töchter starben alle drei innerhalb von drei Monaten im Jahr 1839.

### Spätes Leben und Tod

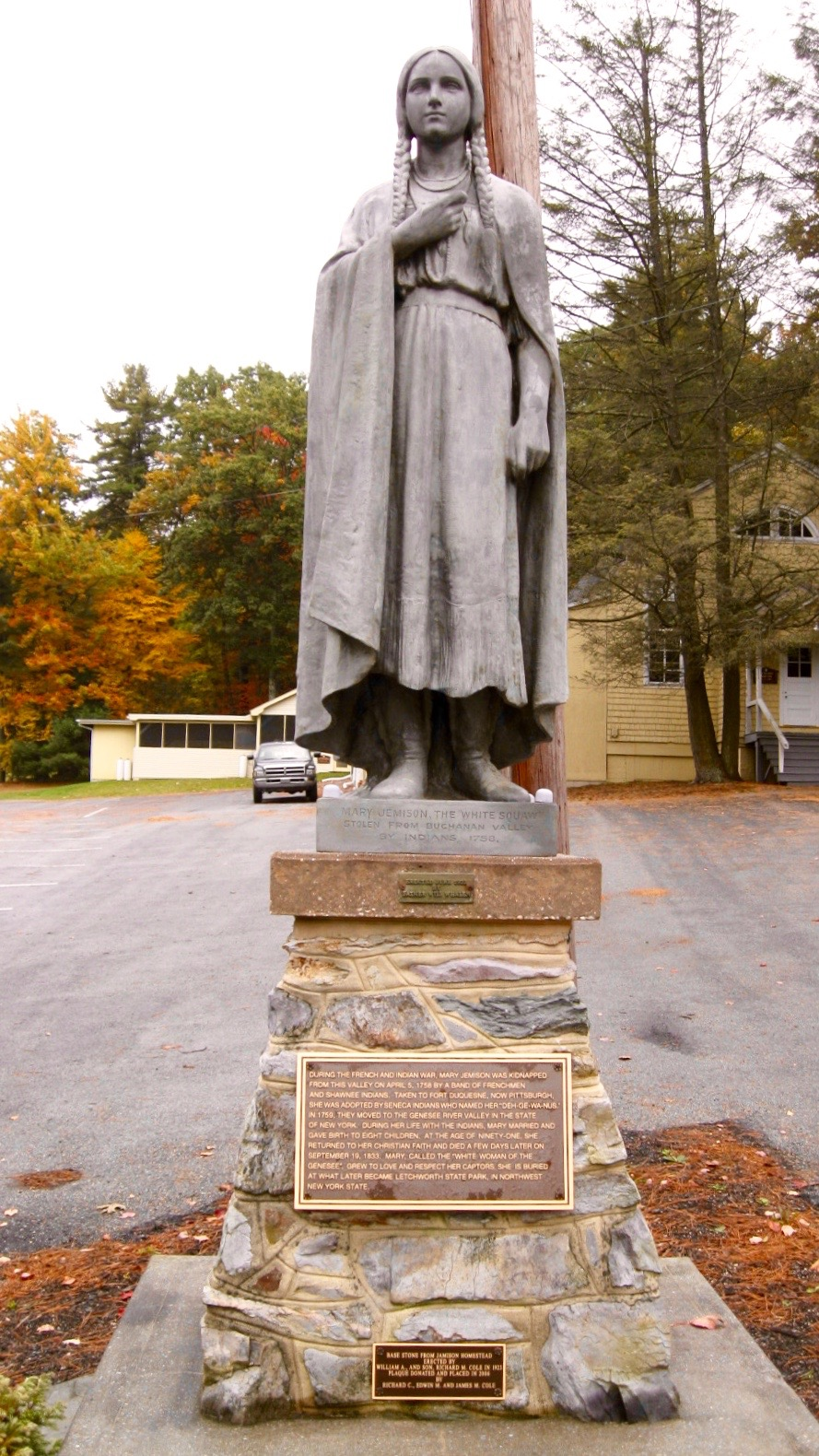
Statue von Mary Jemison an der St. Ignatius Loyola Catholic Church in Adams County, Pennsylvania

Im Alter von 80 Jahren reiste sie mit einem weißen Nachbarn, dem sie vertraute, nach Castile, New York. Dort lernte sie James Seaver kennen, der ihre Memoiren schrieb, da sie selbst nicht schreiben konnte. Gemeinsam mit Seyver entstand eines der umfangreichsten Werke über die Gefangennahme einer weißen Frau durch die Indianer. Als die Seneca ihr Land im Jahr 1825 verlassen mussten und in das Indianerreservat nach Buffalo Creek siedelten, konnte sie bei den Verhandlungen erreichen, dass sie mit ihren drei Töchtern auf ihrem Land bleiben konnte. Jedoch vermisste sie sehr schnell das Volk, mit dem sie so lange gelebt hatte, so dass sie im Jahr 1831 ihr Land verkaufte und ebenfalls in das Reservat zog. Dort starb sie im Jahr 1833. Jemison wurde auch The White Woman of the Genesee genannt.
Eine Umbettung fand im Jahr 1874 statt, als sie in der Nähe ihres ehemaligen Hauses am Genesee bestattet wurde. Dort wurde ihr zu Ehren im Jahr 1910 eine Statue aus Bronze errichtet. Diese Statue zeigt Mary Jemison, das Baby Thomas auf dem Rücken, auf ihrem Weg entlang des Genesee. Eine weitere Statue wurde von einem katholischen Priester im Jahre 1923 in der Nähe der Stelle, an der sie gefangen genommen wurde, errichtet.
Ihre Biografie A Narrative of the Life of Mrs. Mary Jemison, geschrieben von James Seaver im Jahr 1824, wurde in 22 Auflagen gedruckt. Auch heute wird ihre Geschichte von vielen Autoren aufgegriffen und in der Literatur behandelt.

## Trivia
Ein Passagierboot auf dem Eriekanal war nach ihr benannt.

## Biographie
- Mary Jemison / James E. Seyver: Niederschrift der Lebensgeschichte der Mary Jemison. Ins Deutsche übersetzt und herausgegeben von Urs Lauer und Janis Osolin. Basel: Stroemfeld / Frankfurt: Roter Stern, 1979
- A Narrative of the Life of Mrs. Mary Jemison von James E. Seyver, 1824
- A Narrative of the Life of Mrs. Mary Jemison von James E. Seyver, 1824 Gutenberg EBook
- Dokumentation der COW Early American Social History über Mary Jemison, Herbst 2007
- Rayna M. Gangi: white woman of the Seneca, Clear Light Publishers, 1996
- Susan Bivin Aller: Living with the Senecas: A Story about Mary Jemison, Millbrook Press, 2007
- Lois Lenski: Indian Captive: The Story of Mary Jemison, Open Road Media, 2011